# Adrenalize
Adrenalize — пятый студийный альбом группы Def Leppard.
Альбом вышел в свет 31 марта, 1992 года. Это первый альбом группы, который был наполовину записан без участия гитариста группы Стива Кларка, а так же первый альбом, записанный только четырьмя участниками группы.

## Приём
Альбом сразу же дебютировал в чартах Billboard в первых позициях UK Albums Chart.

## Критика
| Оценки критиков  | Оценки критиков                                                                    |
| Источник         | Оценка                                                                             |
| ---------------- | ---------------------------------------------------------------------------------- |
| AllMusic         | [ 1 ]                                                                              |
| Robert Christgau | [ 2 ]                                                                              |
| Rolling Stone    | [ 3 ]                                                                              |
| Sputnik Music    | 3,5 из 5 звёзд · 3,5 из 5 звёзд · 3,5 из 5 звёзд · 3,5 из 5 звёзд · 3,5 из 5 звёзд |

Журнал Rolling Stone похвалил альбом, сказав, что Def Leppard начали отходить от классического хеви-метал и их начального звучания, в более поп-рок, а также хард-поп жанр.

## Список композиций
Все песни написаны Стивом Кларком, Филом Колленом, Джо Эллиоттом, Маттом Лангом и Риком Сэвиджем.
| №   | Название                              | Длительность |
| --- | ------------------------------------- | ------------ |
| 1.  | «Let's Get Rocked»                    | 4:46         |
| 2.  | «Heaven Is»                           | 3:33         |
| 3.  | «Make Love Like a Man»                | 4:15         |
| 4.  | «Tonight»                             | 4:03         |
| 5.  | «White Lightning»                     | 7:03         |
| 6.  | «Stand Up (Kick Love Into Motion)»    | 4:32         |
| 7.  | «Personal Property»                   | 4:21         |
| 8.  | «Have You Ever Needed Someone So Bad» | 5:24         |
| 9.  | «I Wanna Touch U»                     | 3:37         |
| 10. | «Tear It Down»                        | 3:38         |

Композиции, которые не вошли в оригинальный альбом, но были записаны в тот же промежуток:
- «Two Steps Behind»
- «She’s Too Tough»
- «Miss You In a Heartbeat»
- «Tear It Down» была так же в делюкс-версии альбома Hysteria

## Работа безСтивена Кларка
Фил Коллен, второй гитарист группы говорил, что они записывали демо-версии на мульти-трэке
«Я сидел там вместе с ним, когда он играл первые партии. Я мог бы подыграть им, но это все равно, что играть вместе с призраком» — Фил Коллен
Позже, перед турне в поддержку альбома, группа наняла гитариста группы Dio, и Whitesnake, Вивиана Кэмпбелла.
«Я думаю, что он был то, что нам нужно. Он нашего возраста, он британец, хорошо играет на гитаре, умеет петь, и играет в футбол.» — Джо Эллиот

## Позиции в чартах
| Chart (1992)                   | Peak position |
| ------------------------------ | ------------- |
| Australian ARIA Albums Chart   | 1             |
| New Zealand RIANZ Albums Chart | 1             |
| UK Albums Chart                | 1             |
| U.S. Billboard 200             | 1             |